# Reichstag (Japan)

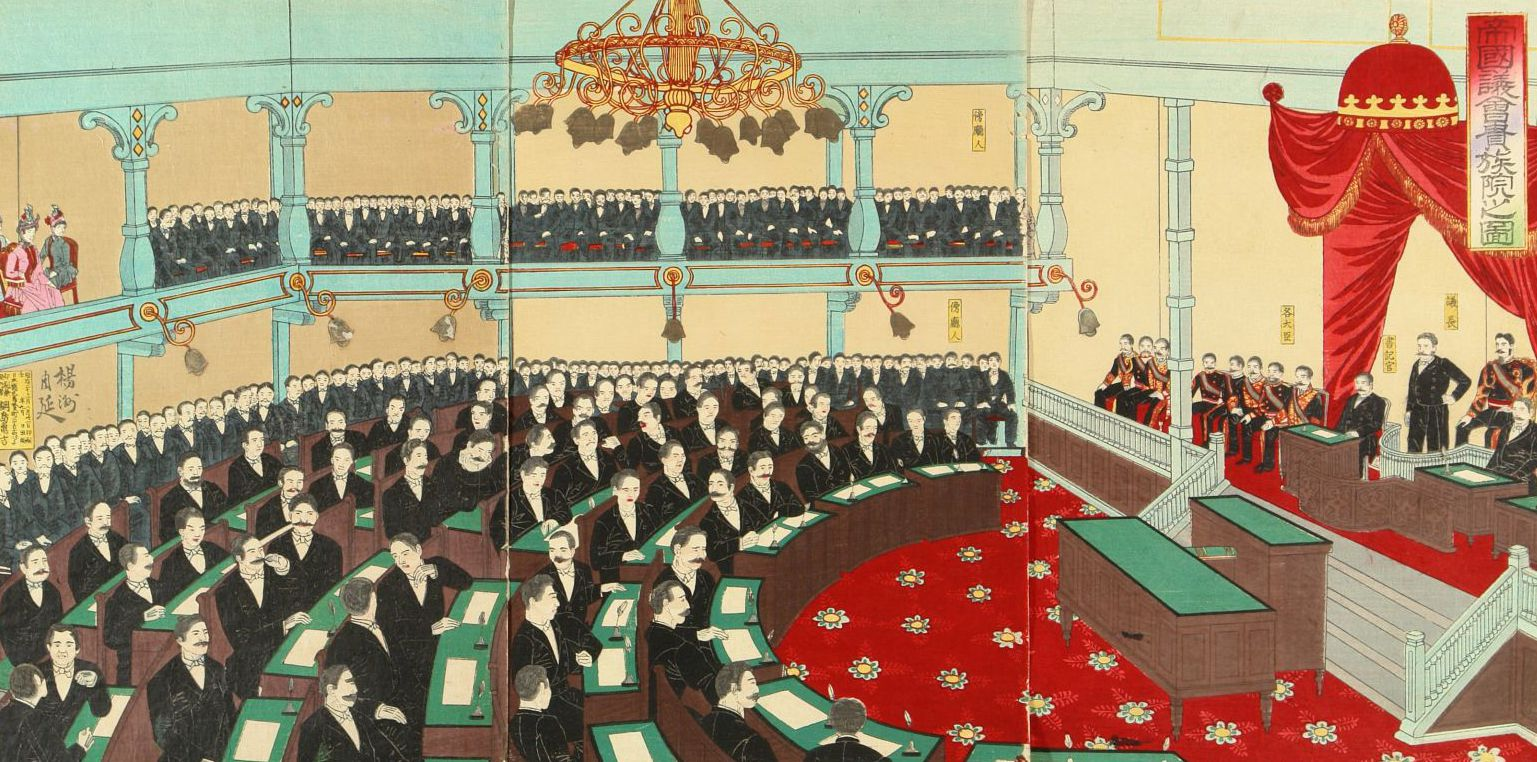
Das Herrenhaus in einem Farbholzdruck von 1899

Das Teikoku-gikai (japanisch 帝国議会, zeitgenössische Schreibung 帝國議會), der Reichstag oder wörtlicher das „Parlament des Kaiserreiches“, war nach der Meiji-Verfassung von 1890 bis 1947 das Zweikammerparlament des Kaiserreichs Großjapan.
Es bestand aus einem gewählten, bürgerlichen Unterhaus, dem Shūgiin (Abgeordnetenhaus, wörtlich etwa „Massenversammlungs-“ oder „[Massen-]Beratungskammer“ bzw. „-haus“), und einem adeligen Oberhaus, dem Kizokuin (Herrenhaus, wörtl. „Adelskammer“), dem Angehörige des Erbadels sowie vom Tennō ernannte Mitglieder, darunter auch einige von Spitzensteuerzahlern und akademischen Institutionen gewählte Mitglieder, angehörten. 1947 ersetzte das heutige nationale Parlament (Kokkai, wörtlich „Nationalversammlung“) den Reichstag; darin wurde das Herrenhaus durch ein ebenfalls gewähltes Oberhaus, das Sangiin (Senat, wörtlich „Rätekammer“), ersetzt und das Gleichgewicht der Kammern zugunsten des Unterhauses verschoben.

## Geschichte

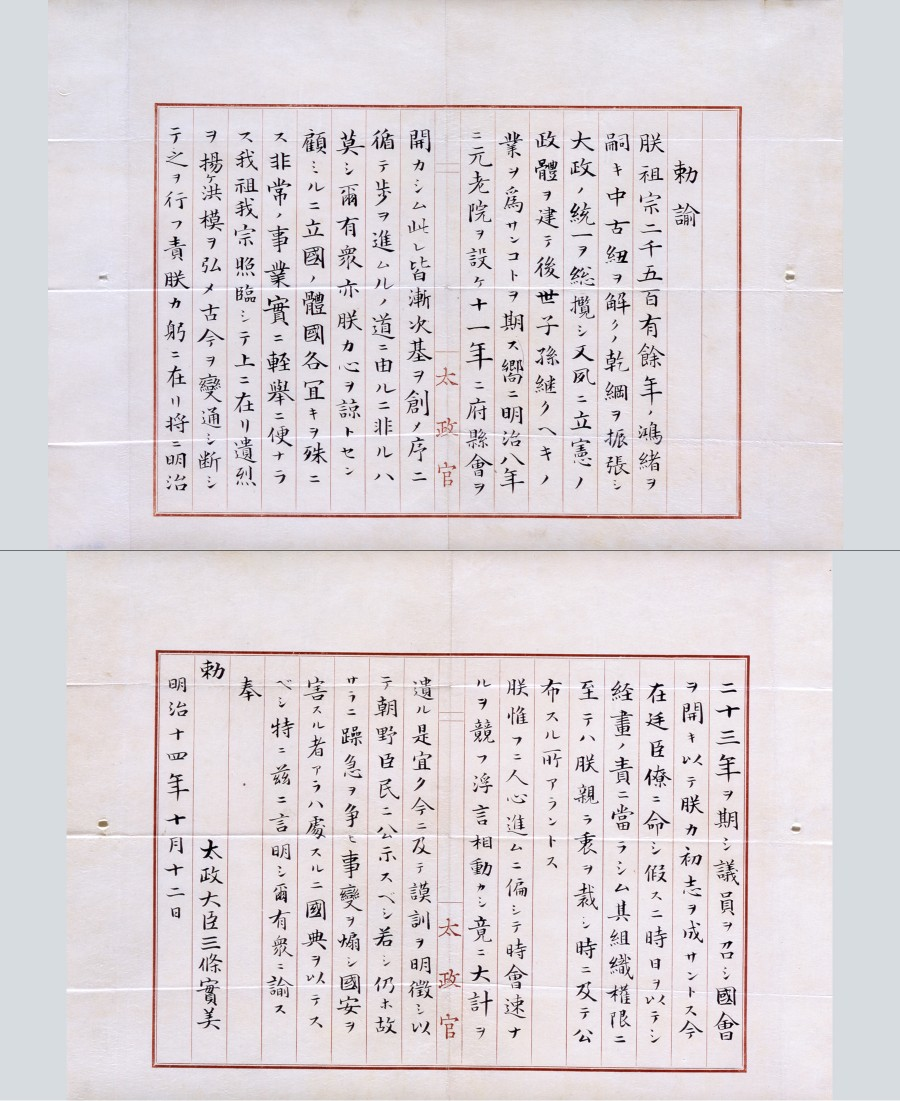
Das kaiserliche Edikt von 1881, das die Erstellung einer Verfassung und die Schaffung eines Parlaments ankündigte.

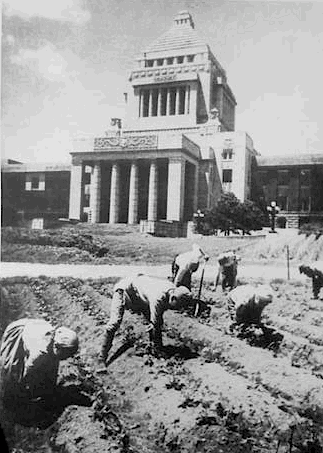
Reichstagsmitarbeiter beim Süßkartoffelanbau vor dem Reichstagsgebäude im Juni 1946.

In der frühen Meiji-Zeit forderten verschiedene Gegner der Meiji-Oligarchie, insbesondere die Jiyū Minken Undō, die „Bewegung für Freiheit und Volksrechte“, in Petitionen, Versammlungen, Veröffentlichungen, Demonstrationen und Aufständen die Einrichtung einer gewählten Volksvertretung. 1881 verkündete die Oligarchie durch eine Verfügung des Tennō die Schaffung einer Verfassung und eines Parlaments innerhalb von zehn Jahren, Ergebnis war die an preußisches und in geringerem Maße britisches Vorbild angelehnte Meiji-Verfassung und die darin in Kapitel 3 ausgeführte Einrichtung des Reichstages. Danach war der Reichstag an der Legislative beteiligt, ein Gesetz bedurfte der Zustimmung beider Kammern und des Tennō. Außerdem konnte es den Haushalt beschließen, im Konfliktfall galt der Haushalt des Vorjahres. Der Premierminister und das Kabinett wurden weiterhin ernannt. Das Shūgiin wurde unter anfangs strengen Zensusbeschränkungen – etwa ein Prozent der Bevölkerung war bei der ersten Wahl 1890 wahlberechtigt – gewählt und konnte jederzeit durch Kabinettsbeschluss vom Tennō aufgelöst werden, allerdings brachten die daraus resultierenden Neuwahlen in den 1890er Jahren erneut Mehrheiten der liberalen, bürgerlichen Parteien.
Insbesondere nachdem sich im Jahr 1900 in Form der Rikken Seiyūkai eine dauerhafte Allianz zwischen Teilen der Meiji-Oligarchie, der Ministerialbürokratie und der liberalen Parteien gebildet hatte, verbesserten sich die anfangs oft konfliktreichen Beziehungen zwischen Unterhaus und Regierung. In der Taishō-Zeit entwickelte sich eine stärker parlamentarische Regierungsform, in der die Premierminister gewöhnlich mit Rücksicht auf die Mehrheitsverhältnisse im Unterhaus berufen wurden, die sogenannte Taishō-Demokratie. Auch wurden die bereits mehrfach gelockerten Zensusbeschränkungen für das Shūgiin 1925 ganz abgeschafft und das allgemeine Männerwahlrecht eingeführt, in der Folge entwickelten sich auch erstmals nennenswerte „proletarische Parteien“ der Arbeiterbewegung. Aber die Einschränkungen parlamentarischer Macht durch die Verfassung waren unverändert: Die Berufung der Regierung war nicht formal an eine parlamentarische Mehrheit gebunden, und das Herrenhaus konnte liberale Gesetzentwürfe wie die Zulassung von Gewerkschaften oder das Frauenwahlrecht blockieren.
Nach dem Einmarsch in der Mandschurei 1931 war die Parteienherrschaft bald beendet und vor allem im Pazifikkrieg wurde die Regierung zentralisiert und dem Einfluss des Reichstags entzogen. Nach dem Krieg traf der Reichstag zu Beginn der Besatzungszeit Vorbereitungen für eine neue politische Ordnung. 1946 beschloss er mit dem Tennō den im Wesentlichen unveränderten Verfassungsentwurf der Besatzungsbehörden und damit das Ende des Kaiserreichs und seine eigene Abschaffung. Die Verfassung des Staates Japan trat im Mai 1947 in Kraft.

## Liste der Reichstage
Angegeben ist die eigentliche Sitzungsperiode des Reichstags; die Kammern individuell kamen teilweise schon einige Tage vorher zusammen, und die Schlusszeremonie des Reichstags fand oft einen Tag nach Ende der Sitzungsperiode statt, sofern nicht eine Unterhausauflösung die Sitzungsperiode vorzeitig beendete.
Legende Sitzungsart:
- R: reguläre Sitzung (tsūjōkai)
- S: Sondersitzung (tokubetsukai)
- A: außerordentliche Sitzung (rinjikai)

| Nr. | Art | Eröffnung                                                                                         | Schluss                                                  | Kabinett (ernannt)                               |
| --- | --- | ------------------------------------------------------------------------------------------------- | -------------------------------------------------------- | ------------------------------------------------ |
| 1.  | R   | 29. Nov. 1890 (nach 1. Shūgiin-Wahl, 1. Kizokuin-Wahlen)                                          | 7. März 1891                                             | Yamagata I                                       |
| 2.  | R   | 26. Nov. 1891                                                                                     | 25. Dez. 1891 (Auflösung des Shūgiin → 2. Shūgiin-Wahl)  | Matsukata I                                      |
| 3.  | S   | 6. Mai 1892                                                                                       | 14. Juni 1892                                            | Matsukata I                                      |
| 4.  | R   | 29. Nov. 1892                                                                                     | 28. Feb. 1893                                            | Itō II                                           |
| 5.  | R   | 28. Nov. 1893                                                                                     | 30. Dez. 1893 (Auflösung des Shūgiin → 3. Shūgiin-Wahl)  | Itō II                                           |
| 6.  | S   | 15. Mai 1894                                                                                      | 2. Juni 1894 (Auflösung des Shūgiin → 4. Shūgiin-Wahl)   | Itō II                                           |
| 7.  | A   | 18. Okt. 1894 (nach Kriegsbeginn; in Hiroshima)                                                   | 21. Okt. 1894                                            | Itō II                                           |
| 8.  | R   | 24. Dez. 1894                                                                                     | 23. März 1895                                            | Itō II                                           |
| 9.  | R   | 28. Dez. 1895                                                                                     | 28. März 1896                                            | Itō II                                           |
| 10. | R   | 25. Dez. 1896                                                                                     | 24. März 1897                                            | Matsukata II                                     |
| 11. | R   | 24. Dez. 1897 (nach 2. Kizokuin-Wahlen)                                                           | 25. Dez. 1897 (Auflösung des Shūgiin → 5. Shūgiin-Wahl)  | Matsukata II                                     |
| 12. | S   | 19. Mai 1898                                                                                      | 10. Juni 1898 (Auflösung des Shūgiin → 6. Shūgiin-Wahl)  | Itō III                                          |
|     |     |                                                                                                   |                                                          | Ōkuma I                                          |
| 13. | S/R | 3. Dez. 1898                                                                                      | 9. März 1899                                             | Yamagata II                                      |
| 14. | R   | 22. Nov. 1899                                                                                     | 23. Feb. 1900                                            | Yamagata II                                      |
| 15. | R   | 25. Dez. 1900                                                                                     | 24. März 1901                                            | Itō IV                                           |
| 16. | R   | 10. Dez. 1901                                                                                     | 9. März 1902                                             | Katsura I                                        |
| 17. | R   | 9. Dez. 1902 (nach 7. Shūgiin-Wahl)                                                               | 28. Dez. 1902 (Auflösung des Shūgiin → 8. Shūgiin-Wahl)  | Katsura I                                        |
| 18. | S   | 12. Mai 1903                                                                                      | 4. Juni 1903                                             | Katsura I                                        |
| 19. | R   | 10. Dez. 1903                                                                                     | 11. Dez. 1903 (Auflösung des Shūgiin → 9. Shūgiin-Wahl)  | Katsura I                                        |
| 20. | A   | 20. März 1904 (nach Kriegsbeginn)                                                                 | 29. März 1904                                            | Katsura I                                        |
| 21. | R   | 30. Nov. 1904 (nach 3. Kizokuin-Wahlen)                                                           | 27. Feb. 1905                                            | Katsura I                                        |
| 22. | R   | 28. Dez. 1905                                                                                     | 27. März 1906                                            | Katsura I                                        |
| 22. | R   | 28. Dez. 1905                                                                                     | 27. März 1906                                            | Saionji I                                        |
| 23. | R   | 28. Dez. 1906                                                                                     | 27. März 1907                                            |                                                  |
| 24. | R   | 28. Dez. 1907                                                                                     | 26. März 1908                                            |                                                  |
| 25. | R   | 25. Dez. 1908 (nach 10. Shūgiin-Wahl)                                                             | 24. März 1909                                            | Katsura II                                       |
| 26. | R   | 24. Dez. 1909                                                                                     | 23. März 1910                                            | Katsura II                                       |
| 27. | R   | 23. Dez. 1910                                                                                     | 22. März 1911                                            | Katsura II                                       |
| 28. | R   | 27. Dez. 1911 (nach 4. Kizokuin-Wahlen)                                                           | 25. März 1912                                            | Saionji II                                       |
| 29. | A   | 23. Aug. 1912 (nach Tod von Kaiser Meiji, nach 11. Shūgiin-Wahl)                                  | 25. Aug. 1912                                            | Saionji II                                       |
| 30. | R   | 27. Dez. 1912                                                                                     |                                                          | Katsura III (Bewegung zum Schutz der Verfassung) |
| 30. | R   | 27. Dez. 1912                                                                                     | 26. März 1913                                            | Yamamoto I (Siemens-Skandal)                     |
| 31. | R   | 26. Dez. 1913                                                                                     | 25. März 1914                                            | Yamamoto I (Siemens-Skandal)                     |
| 32. | A   | 5. Mai 1914 (Budget der Trauerfeier für Kaiserinwitwe Shōken)                                     | 7. Mai 1914                                              | Ōkuma II                                         |
| 33. | A   | 22. Juni 1914 (Zusatzbudget für Marine)                                                           | 28. Juni 1914                                            | Ōkuma II                                         |
| 34. | A   | 4. Sep. 1914 (nach Kriegseintritt)                                                                | 9. Sep. 1914                                             | Ōkuma II                                         |
| 35. | R   | 7. Dez. 1914                                                                                      | 25. Dez. 1914 (Auflösung des Shūgiin → 12. Shūgiin-Wahl) | Ōkuma II                                         |
| 36. | S   | 20. Mai 1915                                                                                      | 9. Juni 1915                                             | Ōkuma II                                         |
| 37. | R   | 1. Dez. 1915                                                                                      | 28. Feb. 1916                                            | Ōkuma II                                         |
| 38. | R   | 27. Dez. 1916                                                                                     | 25. Jan. 1917 (Auflösung des Shūgiin → 13. Shūgiin-Wahl) | Terauchi                                         |
| 39. | S   | 23. Juni 1917                                                                                     | 14. Juli 1917                                            | Terauchi                                         |
| 40. | R   | 27. Dez. 1917                                                                                     | 26. März 1918                                            | Terauchi                                         |
| 41. | R   | 27. Dez. 1918 (nach 5. Kizokuin-Wahlen)                                                           | 26. März 1919                                            | Hara                                             |
| 42. | R   | 26. Dez. 1919                                                                                     | 26. Feb. 1920 (Auflösung des Shūgiin → 14. Shūgiin-Wahl) | Hara                                             |
| 43. | S   | 1. Juli 1920                                                                                      | 28. Juli 1920                                            | Hara                                             |
| 44. | R   | 27. Dez. 1920                                                                                     | 26. März 1921                                            | Hara                                             |
| 45. | R   | 26. Dez. 1921                                                                                     | 25. März 1922                                            | Takahashi                                        |
| 46. | R   | 27. Dez. 1922                                                                                     | 26. März 1923                                            | Katō                                             |
| 47. | A   | 11. Dez. 1923 (Maßnahmen zum Großen Kantō-Erdbeben)                                               | 23. Dez. 1923                                            | Yamamoto II                                      |
| 48. | R   | 27. Dez. 1923                                                                                     |                                                          | Yamamoto II                                      |
| 48. | R   | 27. Dez. 1923                                                                                     | 31. Jan. 1924 (Auflösung des Shūgiin → 15. Shūgiin-Wahl) | Kiyoura (2. Verfassungsschutzbewegung)           |
| 49. | S   | 28. Juni 1924                                                                                     | 18. Juli 1924                                            | Katō                                             |
| 50. | R   | 26. Dez. 1924                                                                                     | 30. März 1925                                            | Katō                                             |
| 51. | R   | 26. Dez. 1925(nach 6. Kizokuin-Wahlen)                                                            | 25. März 1926                                            | Katō                                             |
| 51. | R   | 26. Dez. 1925(nach 6. Kizokuin-Wahlen)                                                            | 25. März 1926                                            | Wakatsuki I                                      |
| 52. | R   | 26. Dez. 1926                                                                                     | 25. März 1927                                            |                                                  |
| 53. | A   | 4. Mai 1927 (Maßnahmen zur Finanzpanik)                                                           | 8. Mai 1927                                              | Tanaka                                           |
| 54. | R   | 26. Dez. 1927                                                                                     | 21. Jan. 1928 (Auflösung des Shūgiin → 16. Shūgiin-Wahl) | Tanaka                                           |
| 55. | S   | 23. Apr. 1928                                                                                     | 6. Mai 1928                                              | Tanaka                                           |
| 56. | R   | 26. Dez. 1928                                                                                     | 25. März 1929                                            | Tanaka                                           |
| 57. | R   | 26. Dez. 1929                                                                                     | 21. Jan. 1930 (Auflösung des Shūgiin → 17. Shūgiin-Wahl) | Hamaguchi                                        |
| 58. | S   | 23. Apr. 1930                                                                                     | 13. Mai 1930                                             | Hamaguchi                                        |
| 59. | R   | 26. Dez. 1930                                                                                     | 27. März 1931                                            | Hamaguchi                                        |
|     |     |                                                                                                   |                                                          | Wakatsuki II                                     |
| 60. | R   | 26. Dez. 1931                                                                                     | 21. Jan. 1932 (Auflösung des Shūgiin → 18. Shūgiin-Wahl) | Inukai                                           |
| 61. | A   | 20. März 1932 (Nachtragshaushalt für Mandschurei, Shanghai)                                       | 24. März 1932                                            | Inukai                                           |
| 62. | A   | 1. Juni 1932 (Anerkennung der Mandschurei, v. a. ländl. Investitionsprogramm (jikyoku kyōkyū)     | 14. Juni 1932                                            | Saitō                                            |
| 63. | A   | 23. Aug. 1932 (Investitionsprogramm; nach 7. Kizokuin-Wahlen)                                     | 4. Sep. 1932                                             | Saitō                                            |
| 64. | R   | 26. Dez. 1932                                                                                     | 25. März 1933                                            | Saitō                                            |
| 65. | R   | 26. Dez. 1933                                                                                     | 25. März 1934                                            | Saitō                                            |
| 66. | A   | 28. Nov. 1934 (Muroto-Taifun, Ernteausfall in Tōhoku)                                             | 10. Dez. 1934                                            | Okada                                            |
| 67. | R   | 26. Dez. 1934                                                                                     | 25. März 1935                                            | Okada                                            |
| 68. | R   | 26. Dez. 1935                                                                                     | 21. Jan. 1936 (Auflösung des Shūgiin → 19. Shūgiin-Wahl) | Okada                                            |
| 69. | S   | 4. Mai 1936                                                                                       | 26. Mai 1936                                             | Hirota                                           |
| 70. | R   | 26. Dez. 1936                                                                                     |                                                          | Hirota                                           |
| 70. | R   | 26. Dez. 1936                                                                                     | 31. März 1937 (Auflösung des Shūgiin → 20. Shūgiin-Wahl) | Hayashi                                          |
| 71. | S   | 25. Juli 1937                                                                                     | 7. Aug. 1937                                             | Konoe I                                          |
| 72. | A   | 4. Sep. 1937 (Rüstungshaushalt u. a. zu Kriegsbeginn)                                             | 8. Sep. 1937                                             | Konoe I                                          |
| 73. | R   | 26. Dez. 1937                                                                                     | 26. März 1938                                            | Konoe I                                          |
| 74. | R   | 26. Dez. 1938                                                                                     |                                                          | Konoe I                                          |
| 74. | R   | 26. Dez. 1938                                                                                     | 25. März 1939                                            | Hiranuma                                         |
| 75. | R   | 26. Dez. 1939(nach 8. Kizokuin-Wahlen)                                                            |                                                          | Abe                                              |
| 75. | R   | 26. Dez. 1939(nach 8. Kizokuin-Wahlen)                                                            | 26. März 1940                                            | Yonai                                            |
| 76. | R   | 26. Dez. 1940                                                                                     | 25. März 1941                                            | Konoe II                                         |
|     |     |                                                                                                   |                                                          | Konoe III                                        |
| 77. | A   | 16. Nov. 1941                                                                                     | 20. Nov. 1941                                            | Tōjō                                             |
| 78. | A   | 16. Dez. 1941 (zum Beginn des „Großostasienkrieges“/Ausweitung des Krieges auf USA und Alliierte) | 17. Dez. 1941                                            | Tōjō                                             |
| 79. | R   | 26. Dez. 1941                                                                                     | 25. März 1942                                            | Tōjō                                             |
| 80. | A   | 27. Mai 1942 (nach 21. Shūgiin-Wahl)                                                              | 28. Mai 1942                                             | Tōjō                                             |
| 81. | R   | 26. Dez. 1942                                                                                     | 25. März 1943                                            | Tōjō                                             |
| 82. | A   | 16. Juni 1943                                                                                     | 18. Juni 1943                                            | Tōjō                                             |
| 83. | A   | 26. Okt. 1943                                                                                     | 28. Okt. 1943                                            | Tōjō                                             |
| 84. | R   | 26. Dez. 1943                                                                                     | 24. März 1944                                            | Tōjō                                             |
| 85. | A   | 7. Sep. 1944                                                                                      | 11. Sep. 1944                                            | Koiso                                            |
| 86. | R   | 26. Dez. 1944                                                                                     | 25. März 1945                                            | Koiso                                            |
| 87. | A   | 9. Juni 1945                                                                                      | 12. Juni 1945                                            | Suzuki                                           |
| 88. | A   | 4. Sep. 1945                                                                                      | 5. Sep. 1945                                             | Higashikuni                                      |
| 89. | A   | 27. Nov. 1945                                                                                     | 18. Dez. 1945 (Auflösung des Shūgiin → 22. Shūgiin-Wahl) | Shidehara                                        |
| 90. | A   | 20. Juni 1946 (Verfassungsberatung)                                                               | 11. Okt. 1946                                            | Yoshida I                                        |
| 91. | A   | 26. Nov. 1946                                                                                     | 25. Dez. 1946                                            | Yoshida I                                        |
| 92. | R   | 28. Dez. 1946                                                                                     | 31. März 1947 (Auflösung des Shūgiin)                    | Yoshida I                                        |